# Teste de usabilidade
Teste de Usabilidade tem por objetivo verificar a facilidade que o software ou site possui de ser claramente compreendido e manipulado pelo usuário.
Verifica se o sistema utiliza manuais, help on-line, assistentes eletrônicos, etc.
Para avaliar a usabilidade de um sistema podemos aplicar uma metodologia chamada Avaliação Heurística, definida por Nielsen e Molich(1994), onde são abordadas 10 questões: Visibilidade do status do sistema, Compatibilidade entre o sistema e o mundo real, Controle e liberdade para o usuário, Consistência e padrões, Prevenção de erros, Reconhecimento em lugar de Lembrança, Flexibilidade e eficiência de uso, Projeto minimalista e estético, Auxiliar os usuários a reconhecer e Diagnosticar e recuperar erros, Ajuda e documentação.